# Pasimata
Il termine pasimata indica una serie di preparazioni tipiche della provincia di Lucca, consumate tradizionalmente durante la Quaresima e, benedetto in chiesa, nel giorno di Pasqua.
Anticamente preparato con l'aggiunta di zafferano veniva chiamato pangiallo con finocchio o pane inzaffaronato. 

## Varianti
Esistono due tipi distinti di pasimata. 
- Quella tipica della città di Lucca, dei suoi dintorni e di Viareggio, che consiste in un semplice pane aromatizzato con zafferano ed anice[3].
- Quella tipica della Garfagnana e di Camaiore, che prevede la presenza di uvetta ed assomiglia ad un panettone.

Molto simile alla pasimata garfagnina è la paska ucraina. 